# 西鉄2000形電車
西鉄2000形電車（にしてつ2000けいでんしゃ）は、西日本鉄道（西鉄）天神大牟田線・太宰府線で使用されていた特急形電車である。

## 概要
特急の旅客サービス向上を主目的に、1000形・1300形を置き換える形で製造された。
1960年代後半には西鉄特急の利用者の増加によって4両固定編成の1000形では輸送力に不足をきたすようになり、通勤形車両での特急運用も増加していた。これに加え1970年代に入ると所得水準も大きく向上し、山陽新幹線の博多駅乗り入れや、大牟田線沿線で九州自動車道の完成が迫るなど、交通市場も大きく変化が見込まれていた。このような中で、従前からの輸送力増強といった量的なサービス向上だけでなく、質的なサービスの向上が求められていた。このような中、本形式は編成あたりの両数を増やし、冷房装置や転換クロスシートを採用するなど、車内・外ともに1000形とは一線を画する新設計で製造された。
6両編成6本36両が川崎重工業で製造され、一部車両は当時川崎重工業の製造ラインに空きがなかったことで武庫川車両工業へのOEM製造となったが、同メーカー製も川崎重工業の銘板を付けて落成している。
このような旅客設備が評価され、九州の鉄道会社として初となるローレル賞を受賞した。また、特急形車両のローレル賞受賞も本形式が初である。

## 車両概説
本項では製造当初の構造について述べる。

### 車体

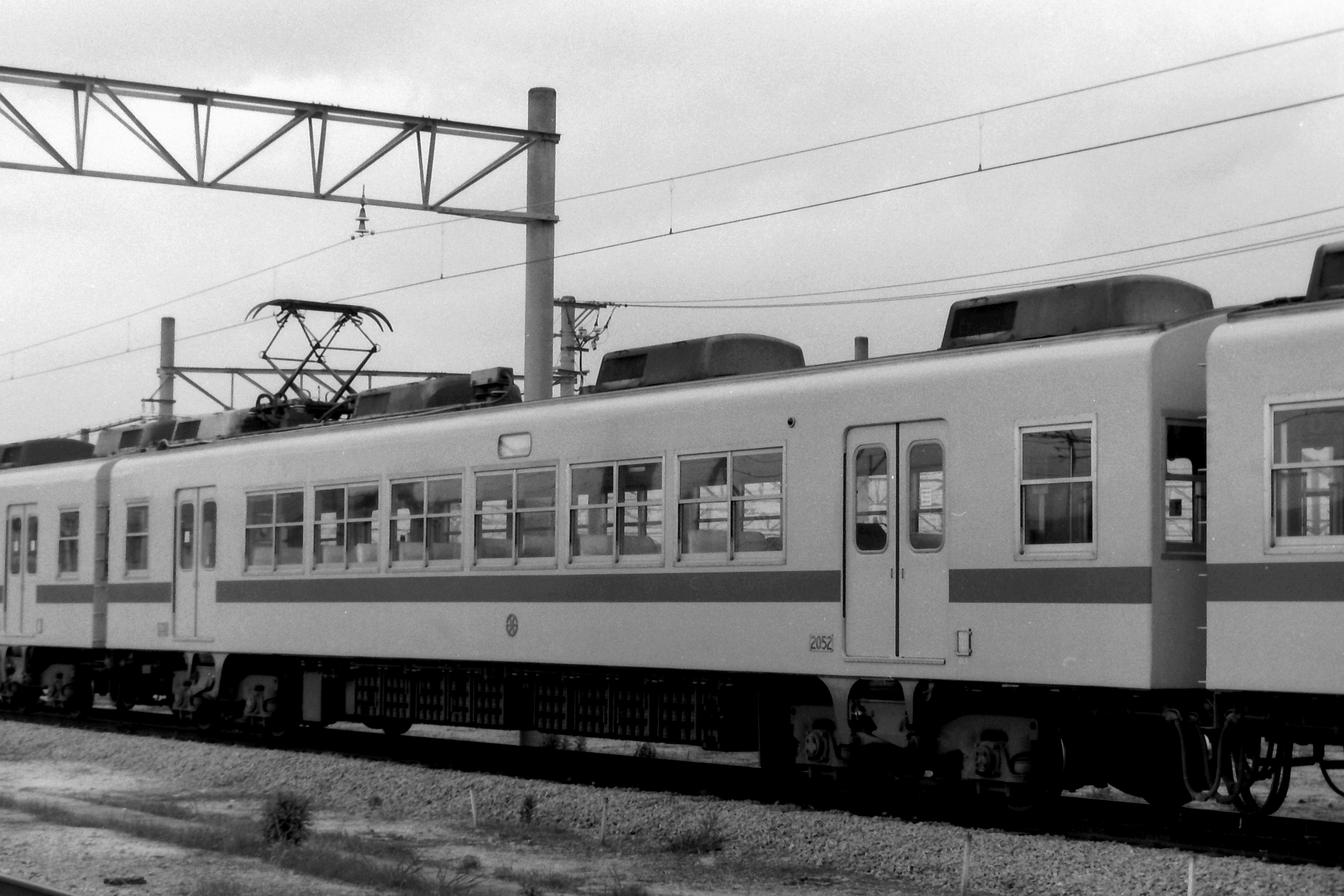
2扉時代の2052

普通鋼製車体で、両端に両開き式の扉を設けた片側2扉構造である。客室側窓は両扉間に2枚1組のアルミ製上段下降・下段固定式ユニット窓を6組設け、連結面寄りにユニット窓1枚を設けている。窓枠を無塗装の銀色で残したのが特色となっており、5000形にも踏襲されるなど西鉄車両の特色ともなっている。窓の開閉は上辺に取り付けた爪金による引っ掛け式となった。
前面は上半部を傾斜させた非貫通形としている。前面窓は車体幅いっぱいにとられた3分割窓で、前面窓下両側に丸型の前照灯と尾灯を配置している。前面上部の窓の内側と側面中央上部に種別・行先表示器を設置し、従来車の行先表示板に比べて折り返し時の作業の簡略化を図っている。
車体塗装は、やや黄土色に近い黄色（オキサイドイエロー）地に赤色（ボンレッド）の帯を配している。このデザインは筑紫平野の豊かな実と照りつける太陽をイメージしたものである。

### 車内設備
座席は客用扉間が転換クロスシートとなっている。客用扉寄りの座席は固定式で、連結面寄りはロングシートとなっている。製造当初は扉間12窓に転換クロスシートを配置することで、それまで西鉄社内で懸案となっていた居住性向上が実現した。
冷房装置は天井形分散式で、各屋根上に冷凍能力8,500kcal/hのユニットクーラーを4基設置している。この冷房装置は換気機能も有し、冷房制御スイッチとは別個の換気スイッチ操作でコンデンサファンモーターとエバポレーターファンモーターを動作させることが可能である。

#### 運転室

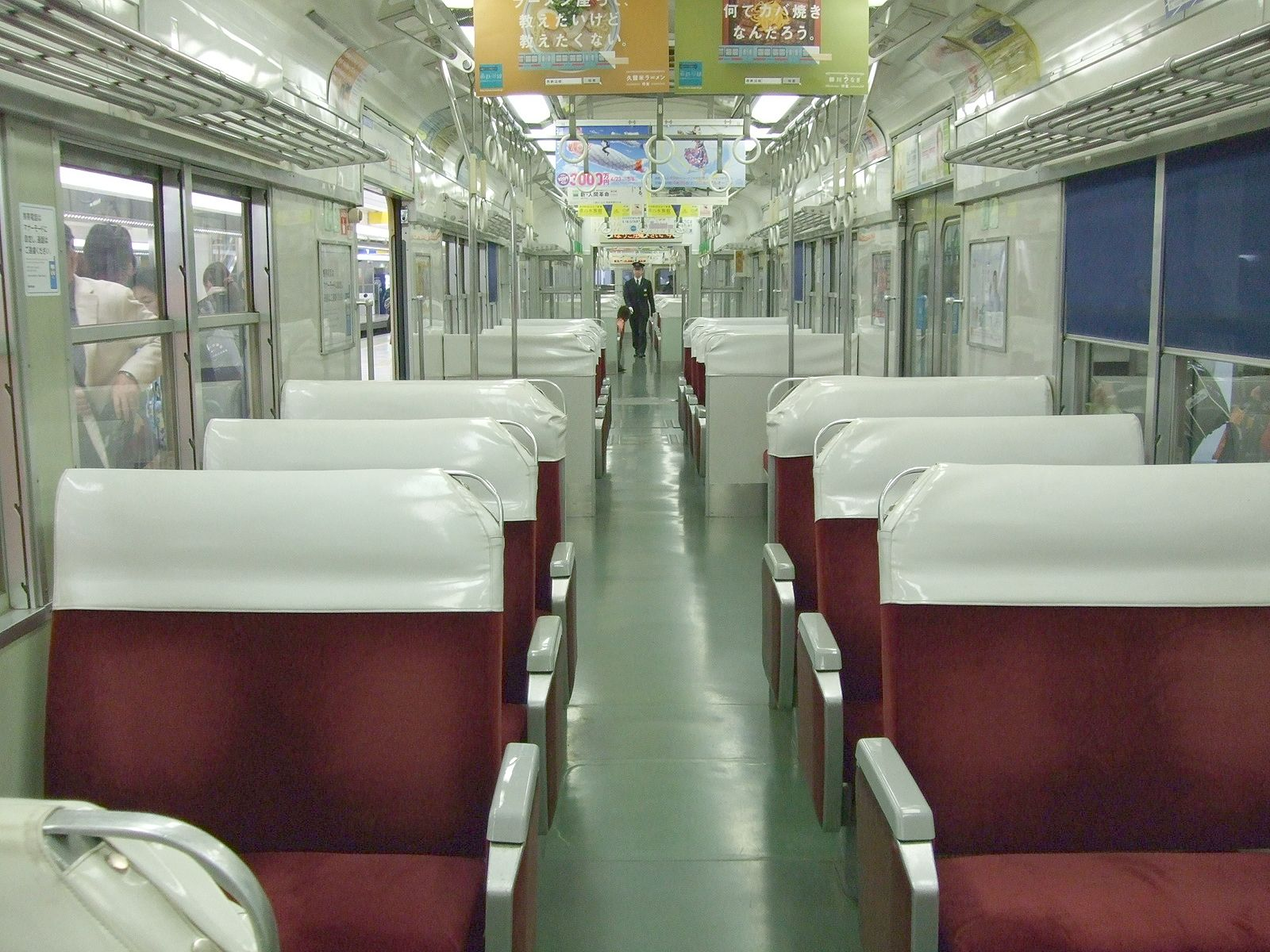
2000形車内

運転室は全室式としており、車掌業務の便を図るために運転席を中央配置としている。運転席を中央に配置している高速電車は日本では数少なく、軌道線を除くと西鉄では本形式が唯一の例である。また、運転台の床面を客室より250mm高くし、前方視界を広く確保している。

### 主要機器
主回路構成は700形のものを基本としている。
編成中の電動車 (M) と付随車 (T) の構成比（MT比）は4:2で、大牟田寄りからク2000形（奇数）-モ2000形（偶数）-モ2000形（奇数）-モ2000形（偶数）-モ2000形（奇数）-ク2000形（偶数）の順に編成し、モ2000形（偶数）-モ2000形（奇数）の2両1組単位で1C8M制御を行う。
主電動機は700形と共通の三菱電機MB-3189-A直流直巻整流子式電動機を電動車の各台車に2基ずつ装架し、駆動装置も同様にWN駆動方式であるが、歯数比については高速性能を重視し、83:18から81:20へ変更されている。
主制御器は700形用の三菱電機ABFM-188-15MDHを基本としつつ、制御段数を高速運用重視に組み替えるなど細部の仕様を変更した電動カム軸式抵抗制御器であるABFM-188-15MDHBをモ2000形偶数番号車に搭載する。

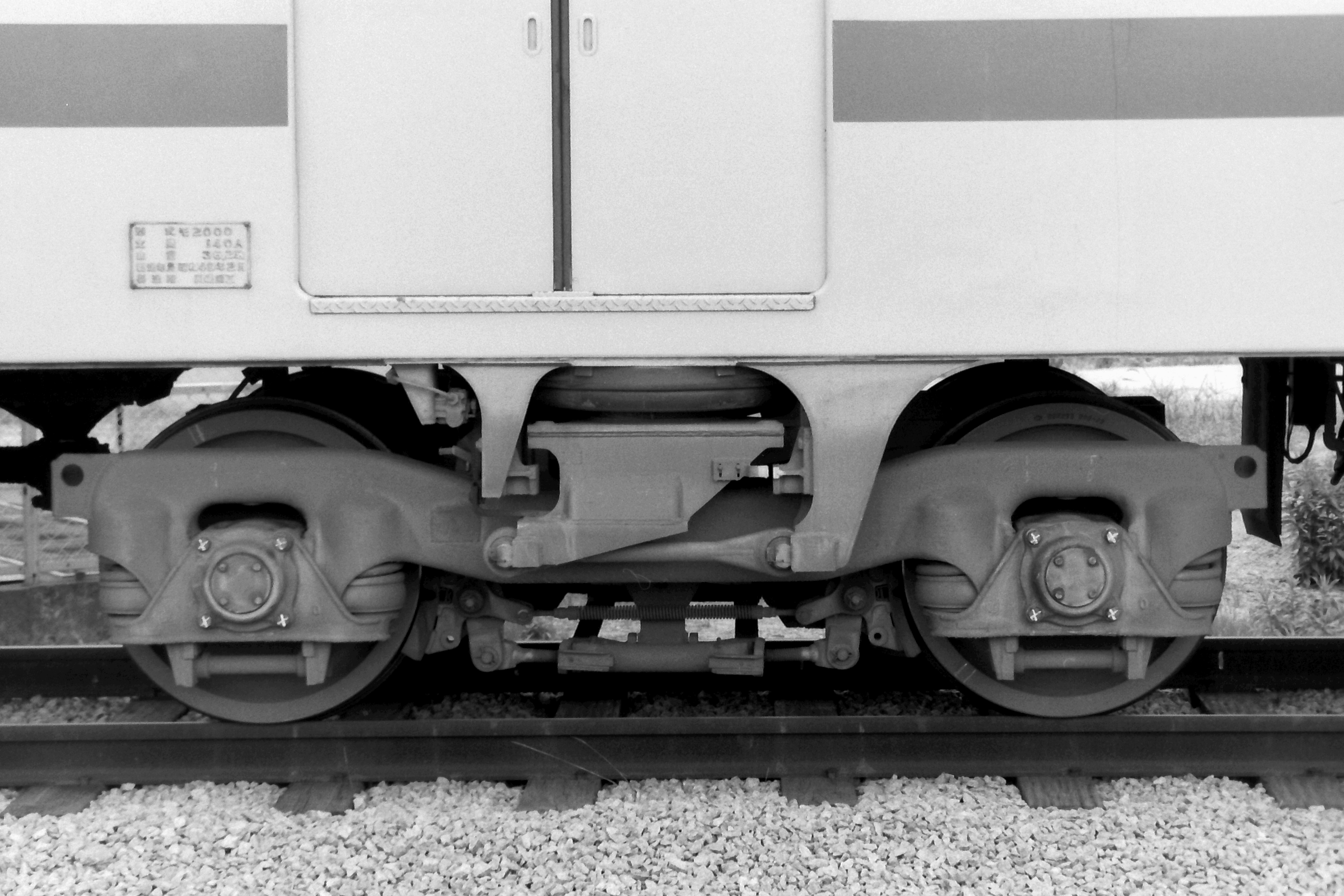
KW-9台車

台車は西鉄初のダイヤフラム型空気ばねによるダイレクトマウント式枕ばね機構を備え、軸箱支持はペデスタル式、軸ばねはウイングばね式とした川崎重工業KW-9（電動車）およびKW-10（制御車）が採用されている。なお、ブレーキシリンダーはダイアフラム式である。
ブレーキシステムはHSC-D発電制動併用電磁直通空気制動が採用されている。
補助電源装置としては、冷房搭載に伴い必要となるサービス電源容量が増大し、また電動発電機 (MG) 故障による看板列車の運行打ち切りを抑止すべく、冗長性重視の意味合いからク2000形全車に定格出力120kVAのCLG-350E電動発電機 (MG) を搭載している。これにより、MG1基故障時でも健在のもう1基から延長給電を行い、冷房の消費電力を半分に規制することで列車運行が継続可能である。
空気圧縮機は、空気ばね台車の採用により、大容量とした横置低騒音形のC-2000Mをモ2000形奇数番号車に1基ずつ搭載している。
集電装置は、冷房装置を4基ずつ搭載し屋根上のスペースが不足したことから、投影面積の小さな下枠交差式パンタグラフをモ2000形偶数番号車の大牟田寄りに各1基搭載している。

## 編成
編成は以下のようになっている。
| ← 大牟田福岡（天神） → | ← 大牟田福岡（天神） → | ← 大牟田福岡（天神） → | ← 大牟田福岡（天神） → | ← 大牟田福岡（天神） → | ← 大牟田福岡（天神） → | 備考                    |
| 2011                   | 2012                   | 2013                   | 2014                   | 2015                   | 2016                   | 2008年5月 廃車          |
| 2021                   | 2022                   | 2023                   | 2024                   | 2025                   | 2026                   | 2010年10月17日 運用離脱 |
| 2031                   | 2032                   | 2033                   | 2034                   | 2035                   | 2036                   | 2010年4月 運用離脱      |
| 2041                   | 2042                   | 2043                   | 2044                   | 2045                   | 2046                   | 2001年12月 廃車         |
| 2051                   | 2052                   | 2053                   | 2054                   | 2055                   | 2056                   | 2009年7月 廃車          |
| 2061                   | 2062                   | 2063                   | 2064                   | 2065                   | 2066                   | 2009年4月 廃車          |

両端2両が制御車（ク2000形）、中間4両が電動車（モ2000形）となっている。

## 改造

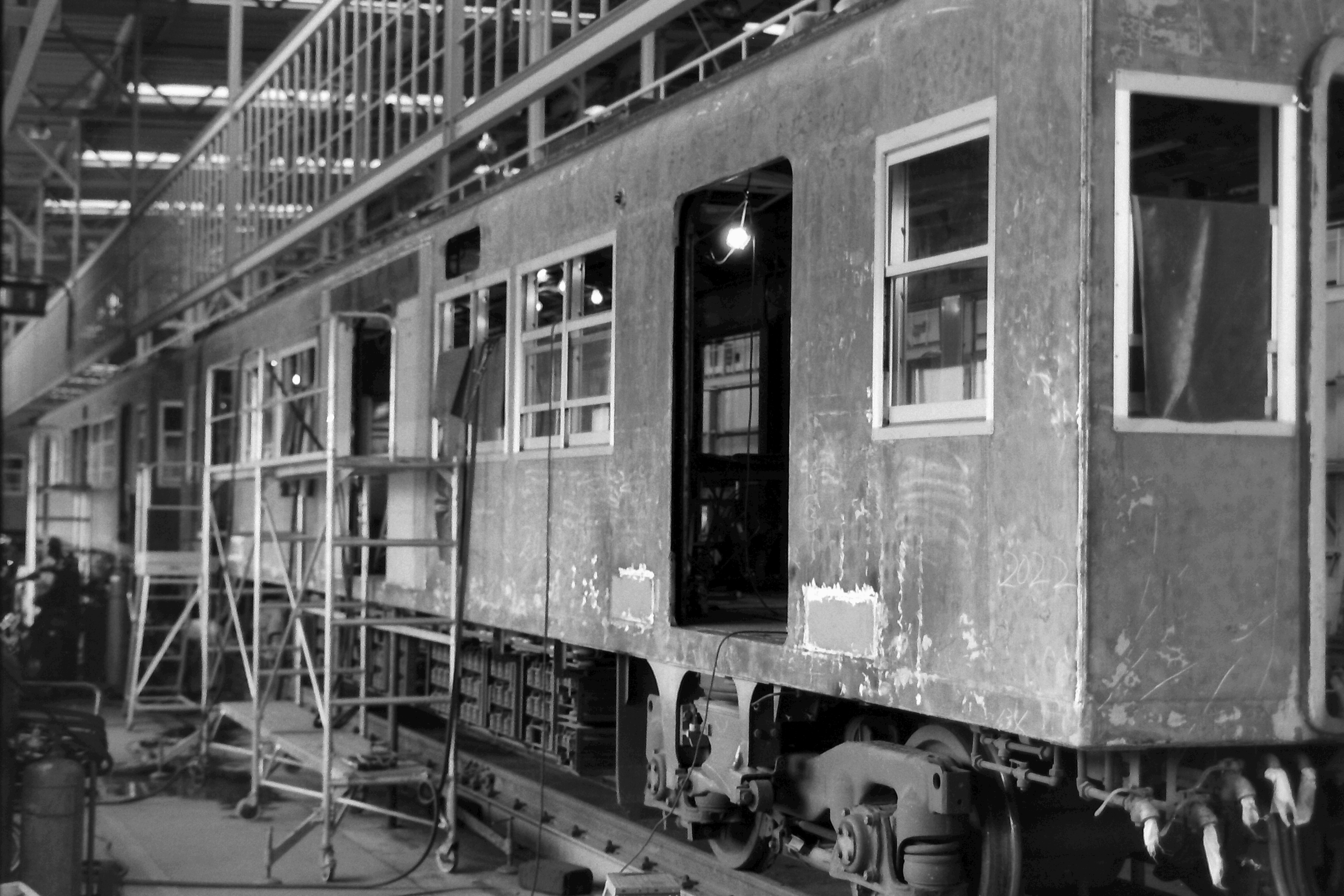
3扉化改造中の2021Fの中間車

### 急行用格下げ改造
1989年（平成元年）、本形式に代わる特急車として新形式の8000形を製造することが決定したため、急行用への格下げ改造が実施されることになった。この改造工事は同形式が運行開始する前の1988年（昭和63年）から開始され、3年間にわたって実施された。改造により中間部に扉が設けられて片側3扉となり、5000形と同じ扉位置となった。側面の種別・行先表示器は扉新設の障害となるため移設し、形状も8000形と同等のサイズのものに変更された。車内は中間扉の両脇にロングシートが設けられ、そのロングシートに隣接する座席は固定化されたが、それ以外の座席は転換クロスシートのままである。車体塗装も改造前と同一とされた。前面は標識灯間のステンレス板がコルゲート付きから平板に取り換えられ、手摺りが増設された。なお、塗色は当初5000形などと同じアイスグリーン地に塗り替える予定とされていたが変更され、もとの塗色のままとなった。

### その他
1993年（平成5年）から8000形と同様のLED式車内旅客案内表示器の設置工事が施工され、1995年（平成7年）までに完了した。1997年（平成9年）にはCIの導入に伴い社紋が取り外され、「Nishitetsu」のロゴが入れられた。また、これに伴い帯の塗り分けが若干変更され、正面の社紋を避ける形で入っていた切れ目がなくなり、側面に新たにロゴを避ける形で切れ目が入った。
2008年3月ダイヤ改正で天神大牟田線優等列車速度向上に伴うブレーキ増圧・車輪形状変更等の110 km/h運転対応化工事が改正前に施工された。本工事は廃車対象となっていた2011編成にも施工され、同年5月に施工後2か月ほどで廃車となった。

## 運用の変遷

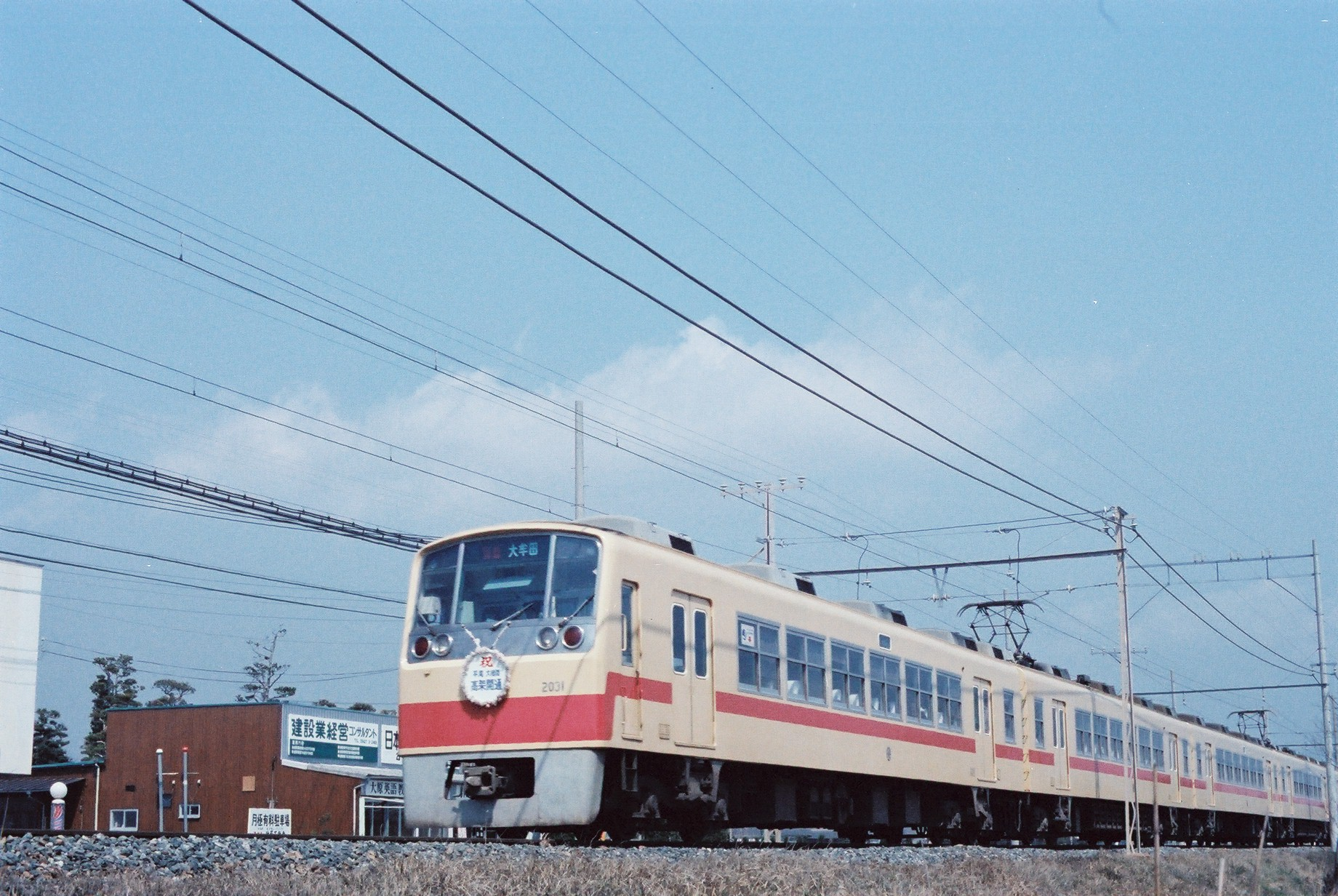
2扉車時代の2000形
（平尾 - 大橋、1978年）

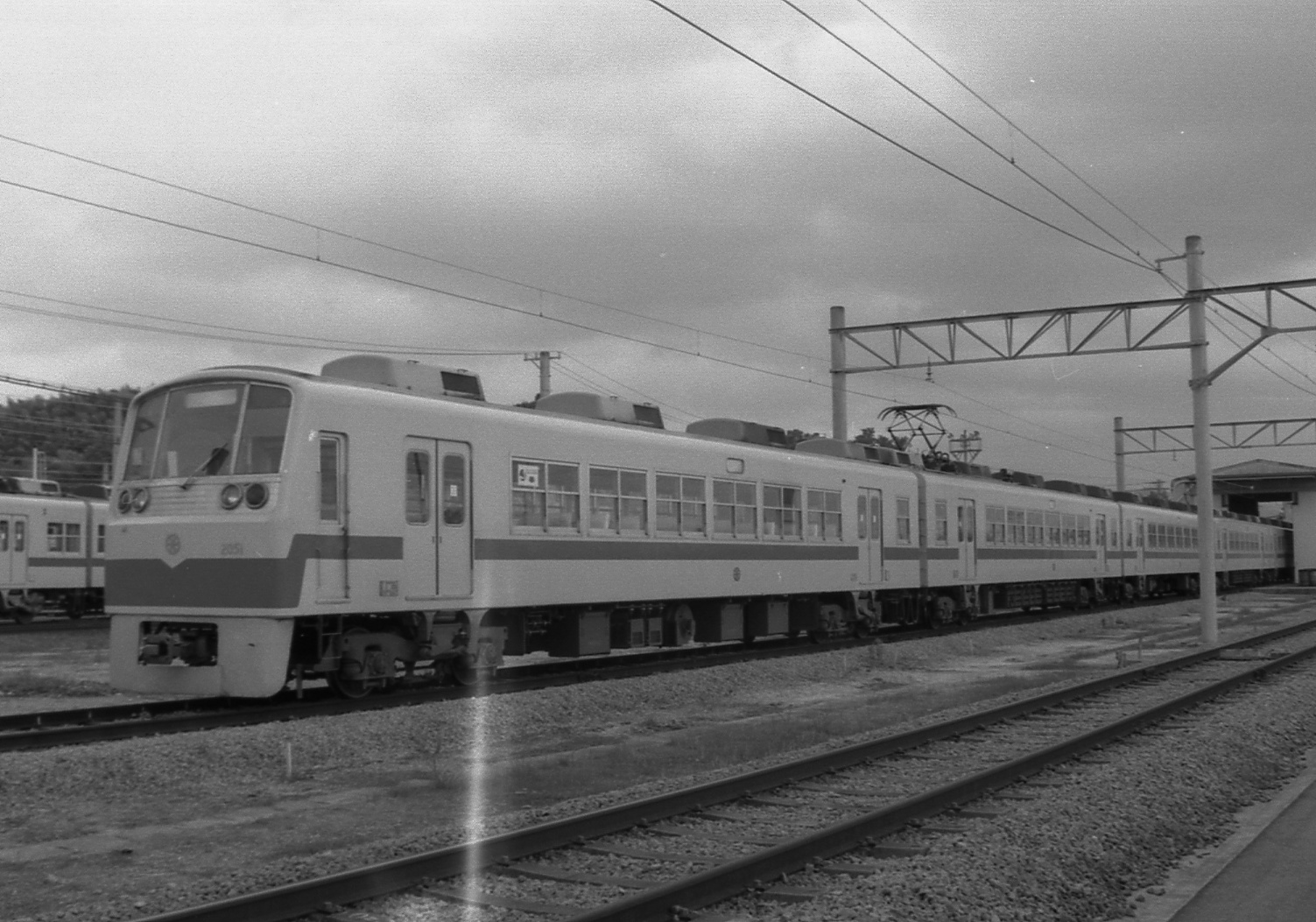
2051F
（筑紫車庫）

### 特急列車時代
1973年（昭和48年）4月23日に2011 - 2041F（F=編成）が落成、5月10日に営業運転を開始した。続いて2051・2061Fが1974年2月9日に落成し、続いて翌1974年（昭和49年）5月20日のダイヤ改正で2051F・2061Fが営業運転を開始し、特急車両の運用固定化および昼間帯以降の原則6両化を達成した。
以降、600形冷房改造車とともに従来の特急形車両1000形に代わって日中の特急に使用され、8000形が登場するまで西鉄の看板車両として運用された。間合いで急行や普通にも運用され、稀に太宰府線も走行していたことがある。
2041Fは1975年（昭和50年）3月1日に井尻駅付近の踏切でライトバンと衝突し脱線転覆したが、後に復旧した（事故については西鉄特急脱線事故を参照）。

### 急行用への転用
8000形登場後は格下げ改造を受け、5000形などのロングシートの通勤形電車の急行運用を置き換えた。1989年から1997年ダイヤ改正までは日中の急行が原則として本形式によって運転された。その後も朝夕の特急の一部に使用されたが、1995年（平成7年）3月25日のダイヤ改正で特急運用が消滅した。
1997年9月27日のダイヤ改正において西鉄福岡（天神） - 西鉄小郡間で日中の急行の増発が行われた。この際、急行の所要本数増加に伴い5000形など他形式での急行運用が増加した関係で、日中の急行における本形式の比率は減少した。
2001年（平成13年）12月に2041Fが廃車・解体された。同編成は前記した井尻での踏切事故の影響で台枠を損傷したことから、老朽化の進行が早かったとされる。同編成は2001年に「天神のクリスマスへ行こうキャンペーン」のラッピングを施されていたが、同年12月25日のキャンペーン終了と同時に運用を外れ、ラッピングを外されることなく廃車・解体された。
2041F廃車後は日中の急行運用本数自体も減少したため、代替新車は導入されなかった。一方で、従来5000形で運用されていた午前中の特急（平日1往復、土曜・休日2往復）にも使用されることとなり、特急の定期運用が復活した。

### 廃車

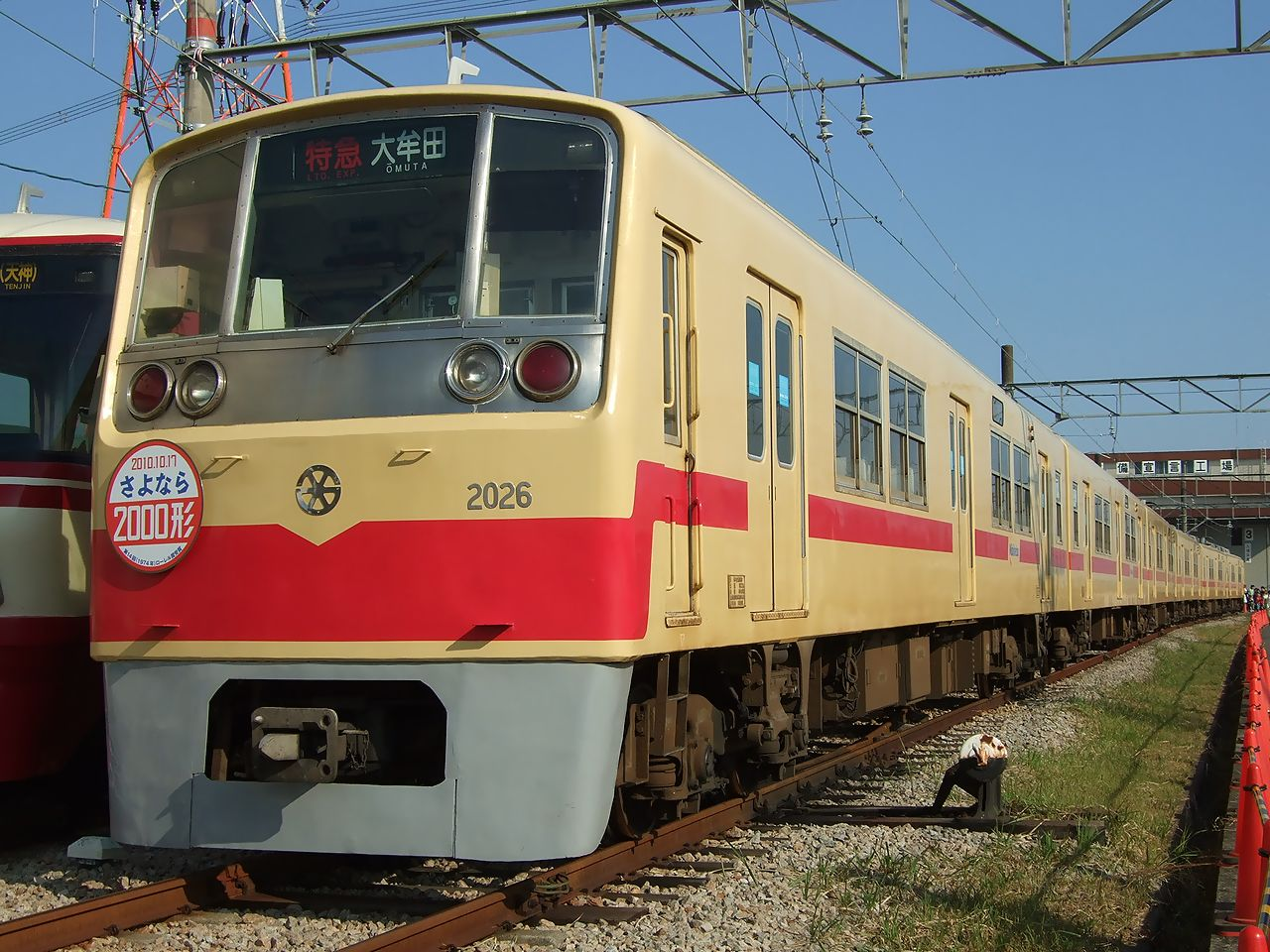
運用最終日の2021F

2000年（平成12年）から7000形・7050形が、2005年（平成17年）から3000形が製造され、600形・700形の廃車が進められたが、2000形についてはしばらく5編成体制で推移し、主に急行に使用されていた。
2008年（平成20年）3月22日のダイヤ改正により、特急の定期運用は平日ダイヤの朝ラッシュ時に運用している1本が5000形に置き換わったため、土曜・休日ダイヤのみの運用とされた。また3000形の追加製造により運用も減少し、同年5月に2011Fが廃車となった。8000形は6本配置の5本使用、3000形はフル稼働であるため、2形式が検査・故障などで入場している際は本形式が代走で使用された。
その後、2009年（平成21年）3月27日の日中の急行はすべて3000形に統一されたため、本形式は代走扱いで使用されるようになった。ラッシュ時は以前と同様急行のほか普通にも運用されたが、同年内に2051F・2061Fが廃車となった。
その後、2010年（平成22年）3月27日のダイヤ改正で定期運用から離脱し、同年4月までに2031Fが廃車となった。最後に残った2021Fはさよなら運転仕様として、先頭車正面を1997年以前の社紋付き・帯の切れ目ありの状態に復元され、9月25日から10月16日まで主に西鉄福岡（天神） - 花畑間の急行で運用された。10月17日には西鉄福岡（天神）→花畑→筑紫間で団体臨時列車「さよなら2000形貸切ツアー」として最後の営業運転を行い、同日に筑紫車両基地で開催された「にしてつ電車まつり」での展示を最後に廃車となり系列消滅となった。廃車後は全車両が解体されている。